# Carex sajanensis
Carex sajanensis là một loài thực vật có hoa trong họ Cói. Loài này được V.I.Krecz. mô tả khoa học đầu tiên năm 1931 publ. 1932.